# Схенделар, Яспер
Яспер Схенделар (нидерл. Jasper Schendelaar; род. 2 сентября 2000, Алкмар, Северная Голландия) — нидерландский футболист, вратарь клуба ПЕК Зволле.

## Клубная карьера
Схенделар — воспитанник клубов «Алкмария Виктрикс», «Де Форестерс» и АЗ. 24 августа 2018 года в матче против «Камбюра» он дебютировал в Эрстедивизи в дублирующем составе последнего. Летом 2020 года Схенделар на правах аренды перешёл в «Телстар». 30 августа в матче против «Волендама» он дебютировал за новый клуб. Летом 2021 года Яспер подписал контракт с ПЕК Зволле. 7 августа в матче против «Де Графсхапа» он дебютировал за новую команду. По итогам сезона игрок помог клубу выйти в элиту. 12 августа 2023 года в матче против роттердамской «Спарты» он дебютировал в Эредивизи.

## Международная карьера
В 2017 году в составе юношеской сборной Нидерландов Кастильо принял участие в юношеском чемпионате Европы в Хорватии. На турнире он сыграл в матчах против команд Украины, Норвегии, Англии и Германии.
В 2023 году в составе молодёжной сборной Нидерландов Схенделар принял участие в молодёжном чемпионате Европы в Румынии и Грузии. На турнире он был запасным и на поле не вышел. 